# Tunchiornis luteifrons
El verdillo coroniverde (Tunchiornis luteifrons) es una especie —o la subespecie Tunchiornis ochraceiceps luteifrons, dependiendo de la clasificación considerada— de ave paseriforme de la familia Vireonidae perteneciente al género Tunchiornis (antes colocado en Hylophilus). Es nativo del escudo guayanés en América del Sur.

## Distribución y hábitat
Se distribuye en el sureste de Venezuela (este de Bolívar), Guyana, Surinam, Guayana Francesa y norte de Brasil (al este desde el río Branco, al sur hasta el río Amazonas).
Esta especie es un residente bastante común, a pesar de fácilmente ignorado, en su hábitat natural: el sotobosque de selvas húmedas o bosques semi-caducifolios, siendo raramente observado en los bordes de la selva y nunca en el dosel. Raramente o ausente de bosques arbustivos de suelo arenoso. Desde el nivel del mar hasta los 1600 m de altitud.

## Sistemática

### Descripción original
La especie T. luteifrons fue descrita por primera vez por el zoólogo británico Philip Lutley Sclater en 1881 bajo el nombre científico Hylophilus luteifrons; la localidad tipo es: Bartica Grove, Guyana».

### Etimología
El nombre genérico masculino «Tunchiornis» es una referencia al mito peruano «El Tunche», el espírito silbador guardián de la selva, cuyo silbido no debe ser imitado o respondido en cualquier circunstancia, combinado con la palabra del griego «ornis, ornithos»: ave; y el nombre de la especie «luteifrons», se compone de las palabras del latín «luteus»: ‘amarillo azafrán’  y «frons»: ‘frente’.

### Taxonomía
La presente especie es tradicionalmente tratada como la subespecie T. ochraceiceps luteifrons del verdillo leonado (Tunchiornis ochraceiceps); sin embargo, las clasificaciones Aves del Mundo (HBW) y Birdlife International (BLI) la consideran una especie separada con base en diferencias morfológicas: la corona oliva con la frente teñida de beige amarillento apagado o algunas veces ferrugíneo y no la corona fuertemente teñida de rufo en toda su extensión; y significativas diferencias de vocalización. Es monotípica.